# Змия (съзвездие)
Змия е едно от 88-те съвременни съзвездия, както и от 48-те, описани от Птолемей.
Сред съвременните съзвездия Змия е уникално с това, че е разделено на две части – Serpens Caput (главата на змията) на запад и Serpens Cauda (опашката) на изток. Между двете половини е разположено съзвездието Змиеносец, който „държи“ змията.